# Teriolis

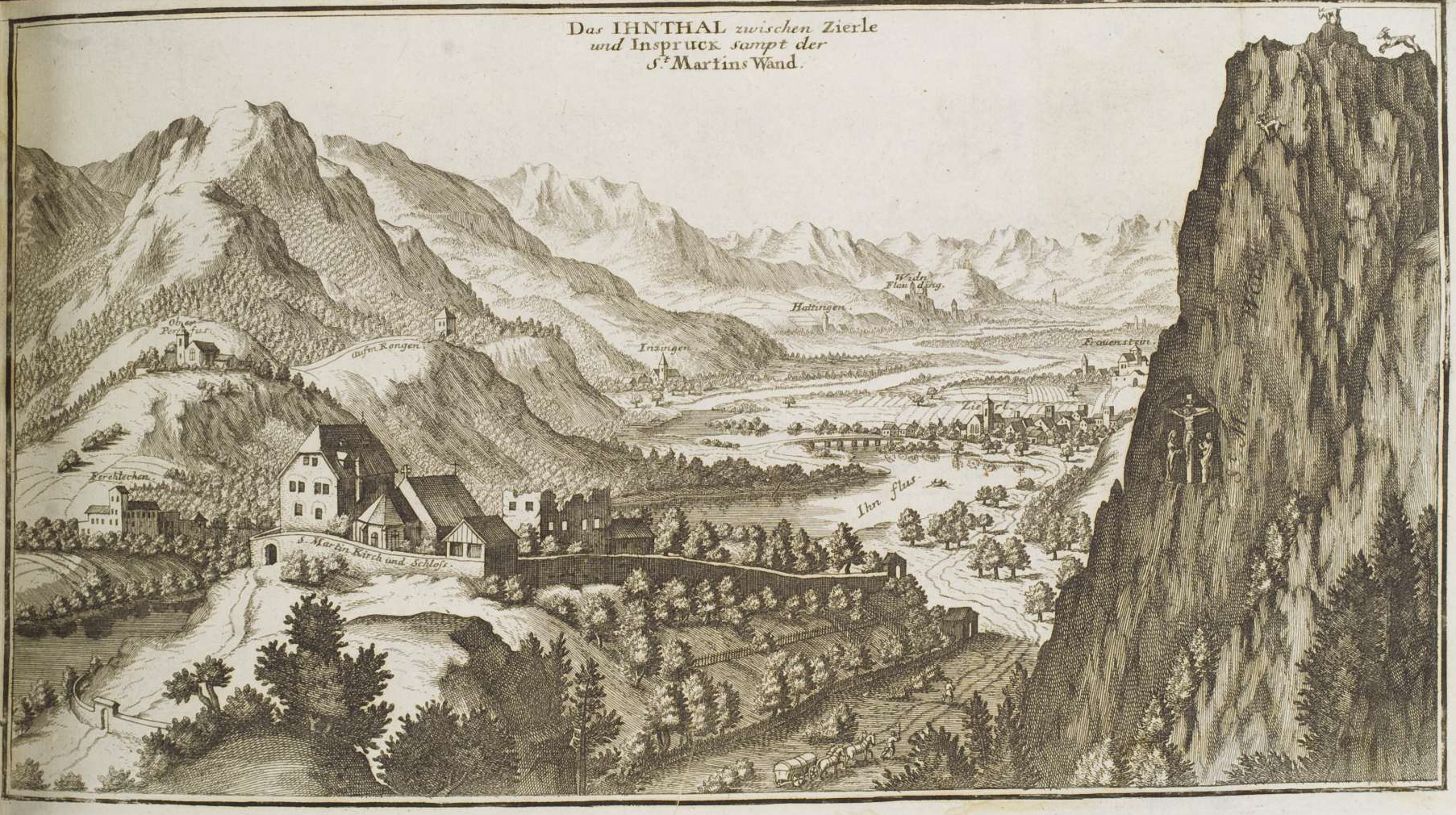
Historische Darstellung des Martinsbühels um 1700, die besonders die beherrschende Position des Kastellhügels im Inntal verdeutlicht, Blick aus NO

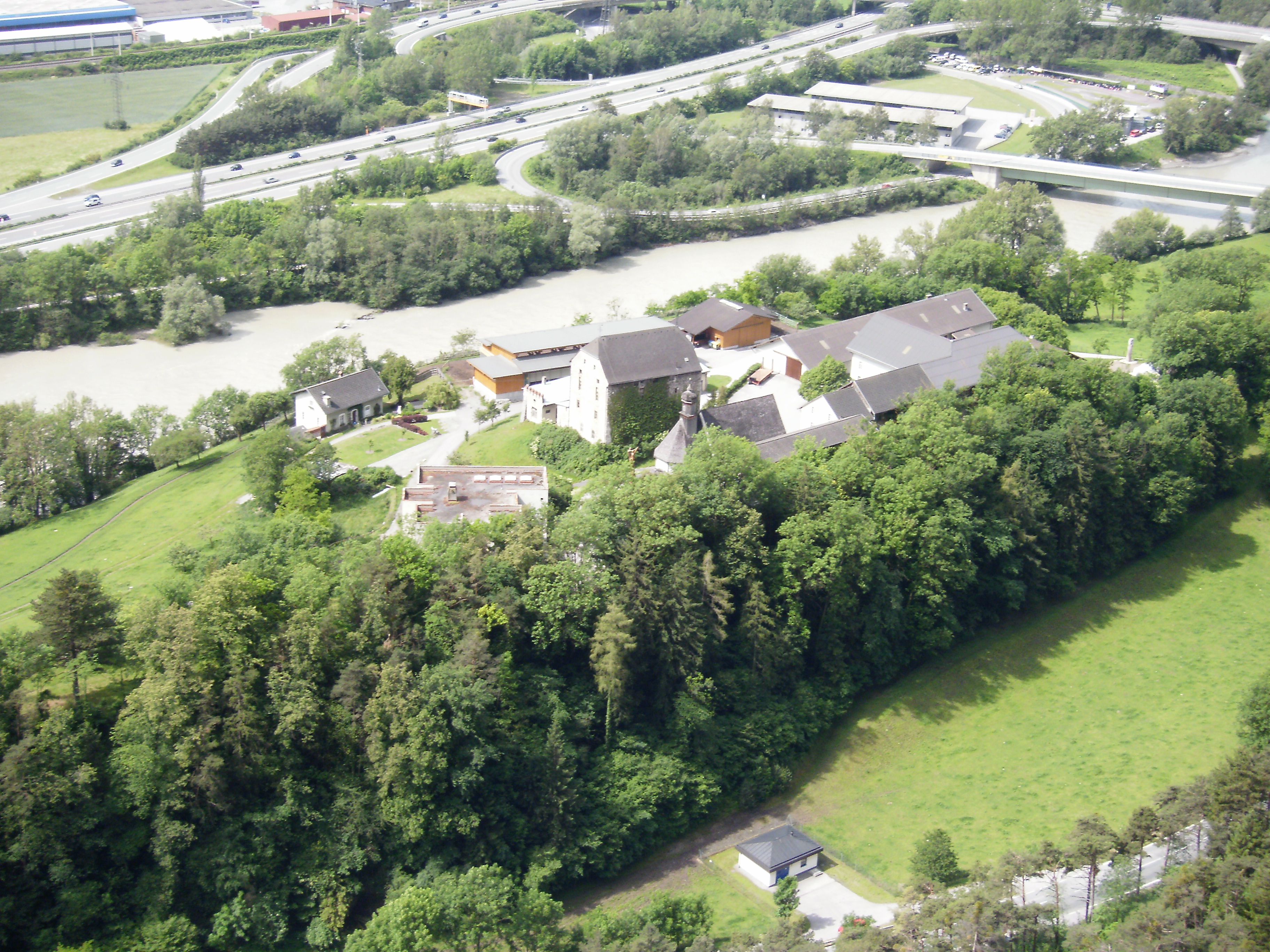
Blick von Nordosten auf den Martinsbühel

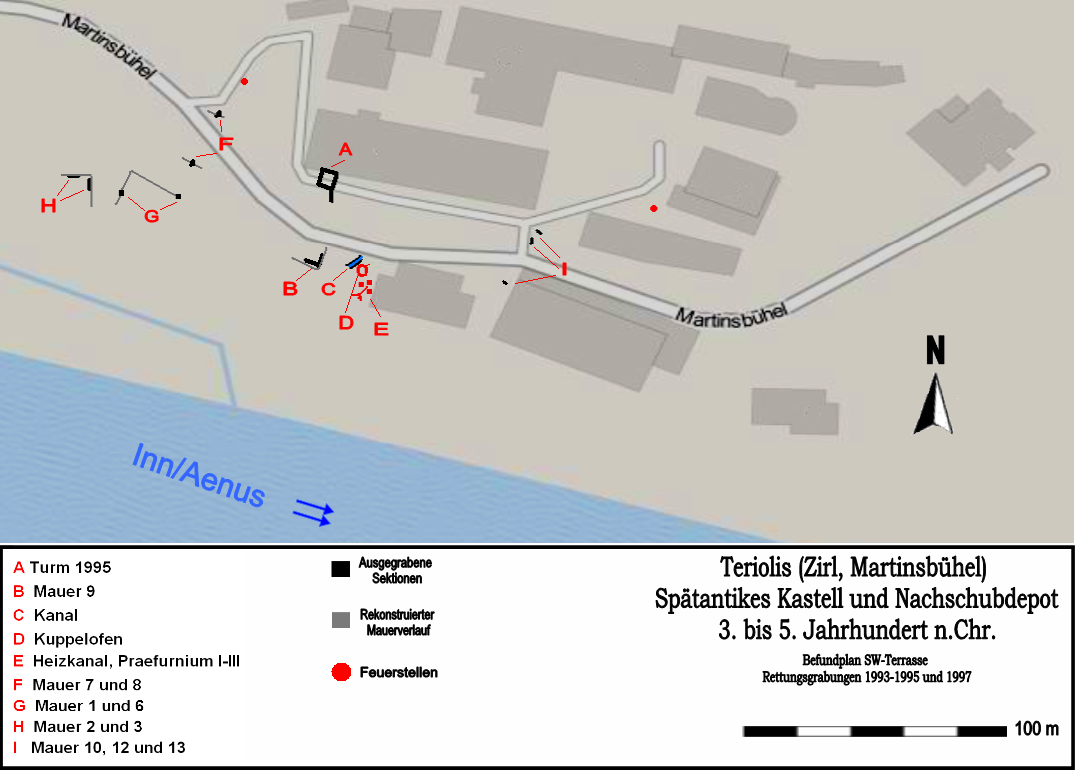
Grabungsbefunde auf der Süd-West-Terrasse des Martinsbühels, 1993–1997

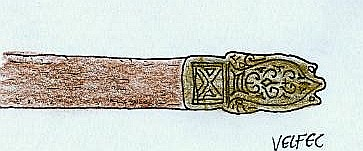
Rekonstruktionsskizze einer bronzenen Riemenzunge einer Kerbschnittgarnitur, gefunden 1987 am Martinsbühel

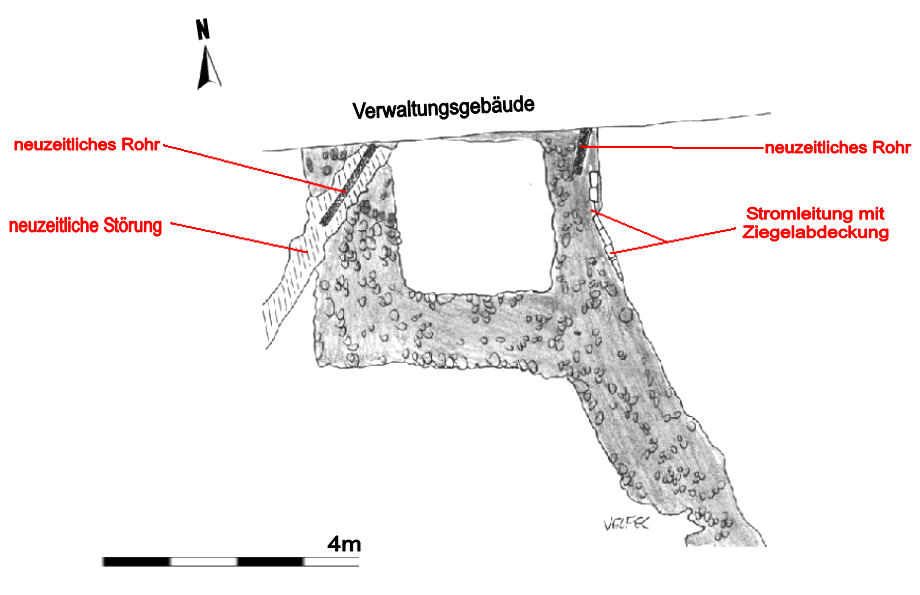
Befunde des SW-Turms von 1995

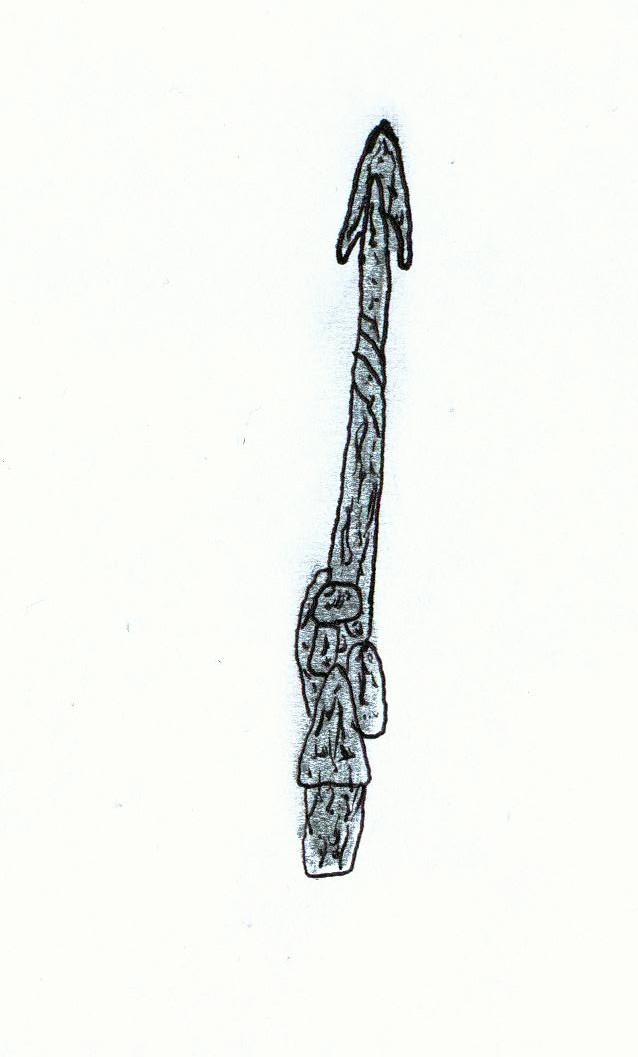
Fundskizze einer spätrömischen Wurfpfeilspitze, gefunden auf den Martinsbühel

Teriolis (Teriola) ist ein spätrömisches Kastell und Straßenstation auf dem Gebiet der Marktgemeinde Zirl im Bezirk Innsbruck-Land, Bundesland Tirol in Österreich.
Das Kastell diente dem Schutz einer Fernverkehrsstraße in die rätische Provinzhauptstadt und war Nachschubdepot für die Garnisonstruppen am Donau-Iller-Rhein-Limes. Teriolis war damit – neben dem Kastell Veldidena im heutigen Wilten – einer der wichtigsten römischen Militärstützpunkte im Inntal und mit einer Vexillation der Legio III Italica belegt. Es stand auf dem Gebiet der Provinz Raetia, nach der Provinzteilung unter Diokletian gehörte das Kastell zum Verwaltungsbereich der neugeschaffenen Raetia II. Auch eine frühchristliche Kirche aus dem 5. Jahrhundert ist an diesem Standort belegt. Das Kastell selbst konnte  archäologisch nur in kleinen Abschnitten ergraben werden. Vom Kastell ist heute nichts mehr zu sehen. Beweise für die römische Besiedlung dieses Ortes sind jedoch reiche Gerät- und Münzfunde.

## Name
Der Name des Kastells wird in der Notitia Dignitatum als Teriola überliefert. Er wurde von den Römern zuerst auf die Straßenstation und später auch auf das Kastell übertragen. Im Zuge der Völkerwanderung und zwei Lautverschiebungen wandelte er sich zum heutigen Zirl. Um 799 wird der Ort als „Cyreolum“ urkundlich erwähnt.

## Lage
Die Ortschaft Zirl befindet sich am südwestlichen Ende des Karwendelgebirges etwa zehn Kilometer westlich von Innsbruck im Inntal am südöstlichen Ende des Zirler Bergs (1057 m). Sie liegt am Nordufer des Inns auf dem Schwemmkegel von Ehnbach und Schloßbach. Das spätantike Kastell lag auf dem 25 m bis 30 m hohen, 2,5 ha großen Martinsbühel, nahe am Ufer des Inn (Aenus). Geologisch besehen setzt sich das Gesteinsmaterial des Hügels aus Alpinem Muschelkalk und Partnach-Schichten zusammen. Bis zur Flussregulierung in den 1950er Jahren umspülte der Fluss bei Hochwasser den Hügel noch an allen vier Seiten. Dies war vermutlich auch in der Antike der Fall. Durch seine steil abfallenden Hänge im Norden und im Süden war der Martinsbühel hervorragend als Standort eines Kastells geeignet. Von hier aus hatte die Besatzung auch Sichtkontakt zum östlich gelegenen, rund zehn Kilometer entfernten Kastell in Veldidena (Wilten).

## Funktion
Zirl war zur Römerzeit eine wichtige Etappenstation an der Römerstraße via Claudia Augusta Altinate (heute als Via Raetia bekannt) nach Augusta Vindelicum (Augsburg). Die Straße zwischen Veldidena und Teriolis verlief vermutlich am rechten Innufer. Hier begann der steile Anstieg zum Seefelder Sattel, der Verlauf der Römerstraße ist heute jedoch nicht mehr eindeutig zu klären. Bei Teriolis existierte ein Flussübergang, wahrscheinlich eine Furt, Fähre oder Brücke am südöstlichen Ende des Hügels, der von der Kastellbesatzung überwacht wurde. Der mit Tragtieren über den Brenner herangeschaffte Nachschub wurde von den Soldaten und Milizionären des Kastells wohl zuerst zwischengelagert, bevor er von ihnen bis zum Seefelder Sattel eskortiert und dort der Kohorte aus Füssen (Foetibus) zum Weitertransport übergeben wurde. Von Füssen aus konnte er mit Booten das Lechtal hinab verschifft werden, um die Einheiten am Donaulimes zu versorgen.

## Forschungsgeschichte
Der aus Hall stammende Bibliothekar und Chronist Anton Roschmann berichtete 1756 von einem Jäger, der einen ganzen Hut voll römischer Münzen von Zirl nach Innsbruck gebracht haben soll. Bei der Errichtung einer Stützmauer an der Straße Zirl-Seefeld stieß man auf einen römischen Meilenstein aus der Zeit des Kaisers Decius. 1881 bis 1882 beobachtete Franz von Wieser im Steinbruch am Westhang des Martinsbühels die Freilegung von römischem Mauerwerk (Turm- und Umfassungsmauerfundamente) und drei Skelettgräbern. Das Mauerwerk wurde fotografiert. Im späten 19. Jahrhundert kamen immer wieder zahlreiche Kleinfunde, Mauerwerk und Gräber ans Tageslicht. Richard Heuberger sah die Ruinen nur als Überreste einer befestigten Zivilsiedlung, Straßensperre und Etappenstation an.
1913 erkannte Osmund Menghin den Standort als die in der Notitia angegebene römische Militärstation. 1950 stieß er nordwestlich der Martinskapelle auf eine Hypokaustenanlage (antike Warmluftheizung). Erste archäologische Untersuchungen durch Alfons Wotschitzky fanden 1964 bei der Martinskapelle statt. Liselotte Zemmer-Plank legte auf der südöstlichen Hügelkuppe 1987 die Reste von hölzernen und steinernen Lagerhäusern frei (Horrea). Von 1993 bis 1997 wurden bei Notgrabungen immer wieder Teile der Kastellmauern angeschnitten. Im Laufe dieses Jahrzehnts konnten insgesamt 15 Mauerreste, 19 Körperbestattungen und ein quadratischer Turm aus der Spätantike beobachtet werden. Im Westen des Hügelareals entdeckte man 1995 einen zum Kastell gehörigen Abwasserkanal und einen Kuppelofen. Die Befunde waren allerdings durch zahlreiche neuzeitliche Eingriffe, die teilweise bis auf den gewachsenen Fels herabreichten, gestört.

## Fundspektrum
Erwähnenswert sind Lavezgeschirr, glasierte Reibschalen, gläserne Nuppenbecher, das Bruchstück eines Sigillata-Tellers, eine Faltenschale aus grünem Glas (Mitte 5. Jahrhundert) sowie die Münzfunde (32 v. Chr. bis 423 n. Chr.). Sie datieren mehrheitlich in das 4. bis 5. Jahrhundert. An Militaria kam die Spitze eines Wurfgeschosses, eine sogenannte Plumbata mamillatae vom Typ 1 ans Tageslicht. Weiters fanden sich Fragmente von bronzenen Gürtelkerbschnittgarnituren wie sie von germanischen Söldnern getragen wurden. Der Fund von 15 mit Kaisertitulaturen punzierten Bleibullen bestätigte die Existenz eines Nachschubdepots auf dem Martinsbühel. Wahrscheinlich dienten sie zur Versiegelung von Geldbeuteln für Soldzahlungen.

## Entwicklung
Die Region um Zirl ist bereits seit vorrömischer Zeit besiedelt. Funde von Urnengräberbestattungen lassen annehmen, dass die Breonen/Breuni in der Bronzezeit (2000–1000 v. Chr.) in das Inntal eingewandert waren. Ihre nur aus einfachen Hütten bestehende Siedlung befand sich wahrscheinlich auf der vom Schloss- und Ehnbach aufgeschütteten Schotterterrasse nahe dem Zirler Berg.
Vermutlich wurde unter Augustus am Martinsbühel zuerst ein römischer Militärposten (Statio Teriolis?) gegründet. Es wird weiters angenommen, dass das Ackerland entlang der Straße und am rechten Innufer als landwirtschaftliche Staatsdomänen (ager publicus) für die Versorgung des staatlichen Kurierdienstes (cursus publicus) verwendet wurde. Unter Tiberius (14–37 n. Chr.) oder Claudius (41–54 n. Chr.) wurden die Gebiete zwischen dem westlichen Bodensee, der Donau und dem Inn sowie des nördlichen Tirol in den Militärbezirk Raetia et Vindelicia – später die Provinz Raetia – eingegliedert.
In der mittleren Kaiserzeit scheint der Hügel nicht großflächig besiedelt gewesen zu sein. Ab 180 oder 195 existierte eine gut ausgebaute und fast ganzjährig benutzbare Straße, eine sogenannte via publica (mehr als fünf Meter breit), ausgehend von Vipitenum (Sterzing) über den Brennerpass und den Zirler Berg bis nach Parthenum (Partenkirchen). Auch acht aufgefundene Meilensteine stammten aus dieser Zeit. 215 konnte der letzte Bauabschnitt fertiggestellt werden. Nur wenige Jahre später wurde auch eine Verbindung nach Telfs in Betrieb genommen.
Im 3. Jahrhundert kam es zu einer Verlagerung des Hauptverkehrs von der Via Claudia Augusta auf die Brennerroute. Um diese nun wichtigste Nord-Süd-Transitroute in die Provinzhauptstadt und an den Donaulimes besser zu sichern und überwachen zu können, erbaute das Militär nach Aufgabe des Obergermanisch-rätischen Limes (Limesfall und Reichskrise des 3. Jahrhunderts) auf dem Martinsbühel ein Kastell bzw. Nachschubdepot zur Versorgung der Garnisonstruppen am Donau-Iller-Rhein-Limes, der neuen Grenzlinie des Reiches. Anton Höck vermutet, dass das Kastell in der Regierungszeit des Aurelian oder des Probus gegründet, dann unter Konstantin I. und letztmals unter Valentinian I. weiter ausgebaut wurde. Grund für die Anlage eines Kastells an diesem Standort war wohl auch seine beherrschende Position an einem Flussübergang und dem Straßenaufstieg Zirler Berg über das Außerfern zum benachbarten Kastell Foetibus (Füssen). Foetibus stand direkt am Endpunkt des Gebirgsabschnittes der Fernverkehrsstraße Via Claudia Augusta. Teriolis könnte zu dieser Zeit auch Veldidena als Hauptort der Breonen abgelöst haben.
Das Schicksal von Teriolis ab der Mitte des 4. Jahrhunderts liegt mangels historischer Quellen weitgehend im Dunkeln. Es könnte schon bei den Germaneneinfällen der Jahre 357/358 zerstört oder zumindest schwer beschädigt worden sein. Nach den Funden zu urteilen, waren hier aber noch bis zur Mitte des 5. Jahrhunderts römische Soldaten stationiert. Die römische Zivil- und Militärverwaltung löste sich nach Mitte des 5. Jahrhunderts im Inntal endgültig auf und Rätien fiel an das Reich der Ostgoten unter Theoderich (439–526). Wahrscheinlich hielt sich auch der rätische Bischof Martinus im 6. Jahrhundert für kurze Zeit hier auf. Ein frühchristlicher Kirchenbau auf dem Martinsbühel aus dieser Zeit ließ sich archäologisch nachweisen. Die Breonen bzw. Romanen lassen sich bis 765 n. Chr. in der Region um Zirl nachweisen. Bischof Arbeo von Freising berichtet von einem freien Großgrundbesitzer (nobilis) namens Dominicus, der bei den „Preonenes“ im Oberinntal lebte und „seiner Abkunft und seines Aussehens nach ein Romanus war“.
Im 15. Jahrhundert wurde über der Ruine des Kastells ein Jagdschloss für Friedrich IV. und Herzog Sigmund erbaut.

## Kastell
Vom Kastell und der Straßenstation ist heute oberirdisch nichts mehr zu sehen. Zugänglich war der Kastellhügel wohl über schräg am Hang angelegte Rampen. Grundriss, Ausmaße und Konstruktionsmerkmale des Lagers sind weitgehend unbekannt. Es handelte sich vermutlich um eine quadratische, etwa 2,55 ha große, dem Gelände angepasste und mehrphasige Anlage. Wahrscheinlich wurde zuerst auf dem zentralen Plateau des Hügels ein Kleinkastell mit Zwischentürmen, Kasernen, Kommandantur etc. errichtet, das dann erheblich nach Westen und Süden hin vergrößert wurde. Anscheinend verfügte die Festung nur über eines an der Westmauer gelegenes Zugangstor. Die bei den Grabungen in den 1990er Jahren angeschnittenen Mauerzüge gehörten wohl diesem Torbau und den Gebäuden der Innenbebauung an (Mauer 1–9). Diese Zuordnung ist jedoch rein spekulativ, da nur sehr wenig Mauerwerk freigelegt werden konnte. Im Westen des Hügels stieß man ebenfalls auf Teile der Umfassungsmauer. Sie bestand aus Gussmörtelwerk, ihr mit Kalkbruch/unbearbeiteten Bachgeröllen und Mörtel verfüllter Kern war mit Kalksteinen eingefasst. Vereinzelt waren die Köpfe der Bachgerölle an der Stirnseite der Mauer abgeschlagen worden. Für die Fundamente wurden große Steinbollen verwendet. Die Fundamentbreite der bisher ausgegrabenen Mauersektionen schwankte zwischen 0,75 m bis 1,8 m. Horizontale Baufugen oder Spolien konnten keine beobachtet werden.

### SW-Zwischenturm
Von den Befestigungen konnte beim sogenannten Verwaltergebäude auf der Südwestterrasse des Hügels die unterste Fundamentlage eines quadratischen Turms (Turm 1995 im Plan) aus der spätrömischen Bauperiode fast vollständig (West- und Südmauer, Innenkante der Nordmauer) ergraben werden. Der Befund war durch neuzeitliche Eingriffe stark gestört. Die Breite der Mauer betrug 1,3 m bis 1,6 m. Das Gussmauerwerk setzte sich aus Kalkkonglomerat, vermischt mit gelblichem Mörtel zusammen. Der Innenraum maß 2,5 m bis 2,7 m × 2,5 m bis 2,7 m, Außenmaße: 5,3 m × 5,5 m. Aufgehendes Mauerwerk hatte sich nur im Norden, unter dem Verwaltergebäude, das dort direkt auf der Turmmauer aufsaß, erhalten. Im Südosten schloss sich fugenlos eine 1,6 m breite Mauer an. Sie wurde auf einer Länge von vier Meter freigelegt und saß direkt auf dem gewachsenen Fels auf. Die Reste des Turmmauerwerks wurden nach der archäologischen Untersuchung wegen Anlage einer Sickergrube beseitigt. Derartige Türme mit vergleichbarer Größe sind in Rätien (Innsbruck-Wilten, Bregenz, Irgenhausen, Schaan) häufig anzutreffen. Auffallend ist am Martinsbühel seine Lage innerhalb der Umwehrung. Er sicherte wohl einen inneren Mauerring, der offensichtlich bei der Vergrößerung des Lagers unter Valentinian I. entstanden war. Diese Sektion wäre dann der älteste Teil des Kastells gewesen.

### Innenverbauung
Den größten Teil der ummauerten Fläche nahmen wahrscheinlich drei, 7,5 m/10 m × 40 m große Hallenbauten (Lagerhäuser/horrea) ein, die auf dem West- und Südostteil des Hügels situiert und nur vom Kastellinneren aus zugänglich waren (Innenverbauung II). Auf der Süd-Terrasse konnten auch mehrphasige Holzbauten (spätkonstantinisch, 4. Jahrhundert) auf Steinfundamenten lokalisiert werden. Sie dienten vermutlich als Mannschaftsunterkünfte (contubernia) und waren in schätzungsweise 3 m × 4 m große Kammern unterteilt. Der Fund einer großen Anzahl von Leistenziegeln (tegula) spricht dafür, dass die Gebäude mit solchen Ziegeln abgedeckt waren. Die Böden der Kastellgebäude bestanden aus Holz und Estrichlagen (mit und ohne Rollierung).

### Kanal
In einer Entfernung von 25 m südlich des Turmes stieß man auf den Abwasserkanal des Kastells, der zeitgleich mit dem Turm entstanden sein muss. Seine Abdeckung bestand teilweise aus Dachziegeln, denen man vor ihrer Verlegung die Leisten abgeschlagen hatte. Für die seitliche Einfassung wurden hauptsächlich Kalkbruch und Steine verwendet. Der Boden bestand aus Gussmörtel und wies deutliche Brandspuren auf. Die Abmauerung des Kanals an der Einbindung zum Gussmörtelboden bestand aus verbranntem Tuff. Sein Gefälle betrug von der ausgegrabenen Nordkante bis zum Gussmörtelboden etwa zwölf Zentimeter, das sind zwei Prozent. Als Beifunde kamen u. a. 16 Münzen (geprägt zwischen 320 und 387) ans Tageslicht.

## Garnison
Über Besatzungseinheiten vor dem 4. Jahrhundert ist nichts bekannt. Sicher belegt ist nur die Garnison der Spätantike. Teriolis wird in der Notitia Dignitatum als Dienstsitz von zwei Offizieren – ein Tribun und ein Legionspräfekt – der rätischen Provinzarmee (exercitus Raeticus) unter dem Oberkommando eines Dux Raetiae angegeben. Möglicherweise waren im Kastell bis zu 700 Mann stationiert.

Der Steinbruch am Westhang des Martinsbühel, Aufnahme von 1881

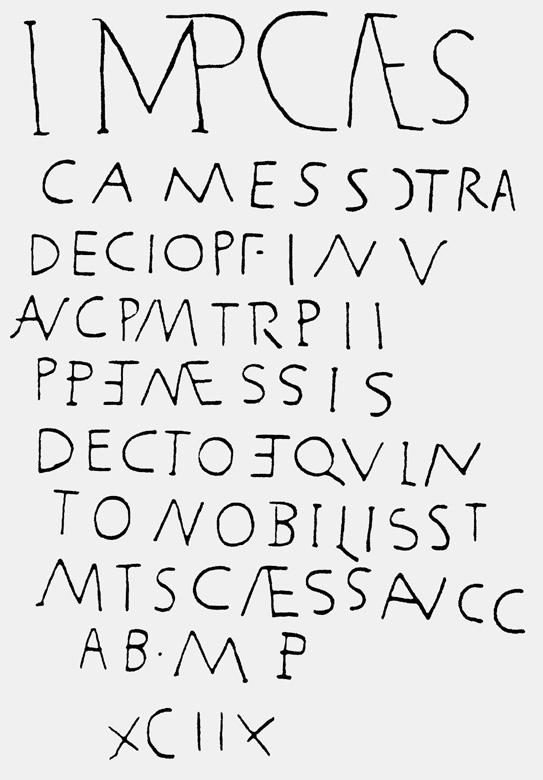
Inschrift vom Meilenstein des Decius, gefunden im 19. Jahrhundert am Zirler Berg

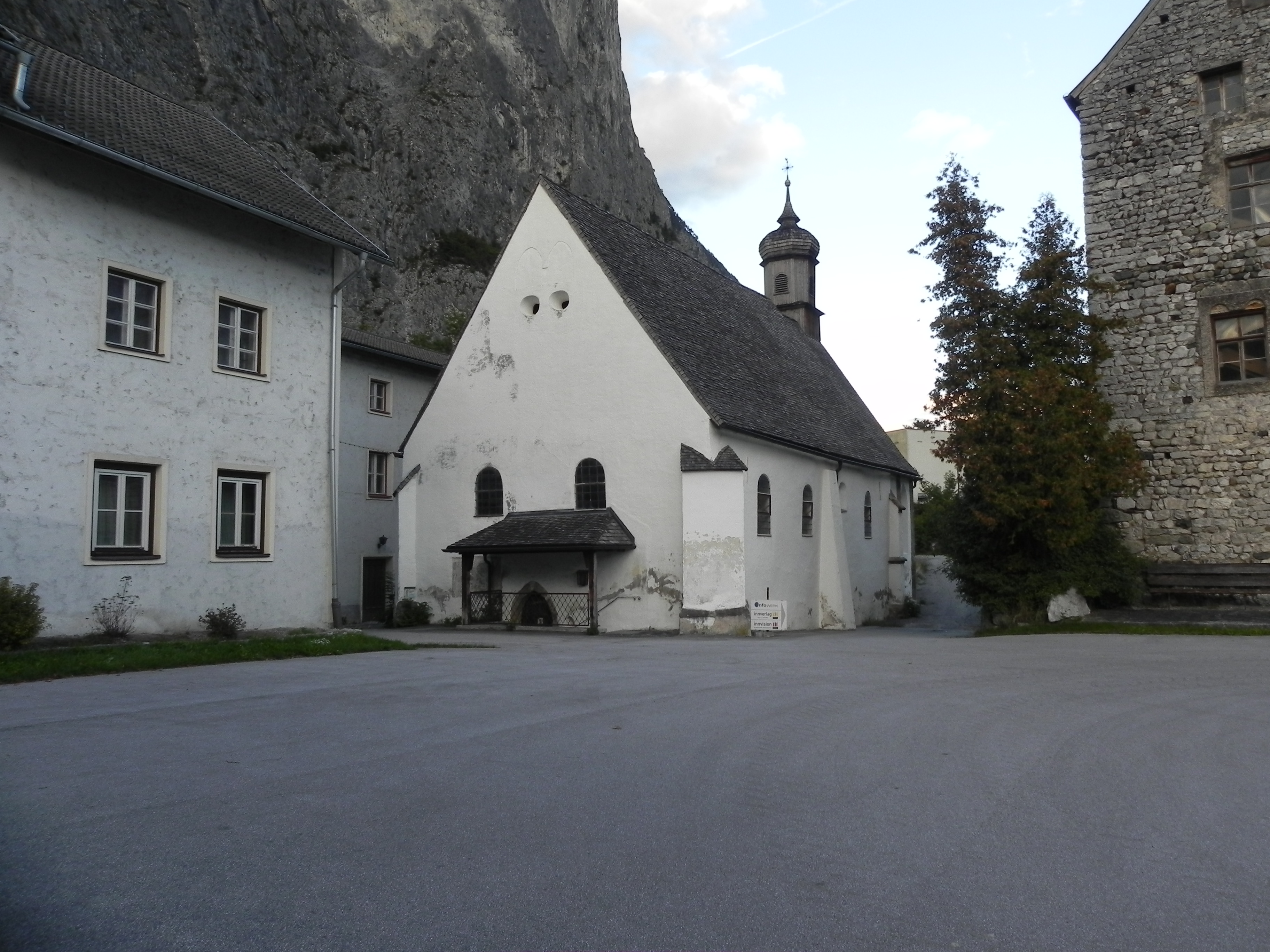
Hof vor der Martinskirche

| Zeitstellung          | Truppenname | Bemerkung |
| --------------------- | --- | --- |
| 4. bis 5. Jahrhundert | Tribunus gentis per Raetias deputatae. | Ob mit der gens die Breonen gemeint sind, ist noch umstritten. Vermutlich kommandierte der Tribun nur eine vor Ort ausgehobene Miliz (populares oder gentiles). |
| 4. bis 5. Jahrhundert | Praefectus legionis tertiae Italicae transvectioni specierum deputatae („ein Präfekt der III. italischen Legion, abkommandiert zur Sicherung des Nachschubes“). | Seit Ende des 4. oder Anfang des 5. Jahrhunderts trat die ursprünglich in Regensburg stationierte rätische Legio III Italica nicht mehr als geschlossene Einheit auf. Vielmehr hatte man sie in sechs größeren Vexillationen neu organisiert. Eine davon war wohl ab 300 zur Sicherung des Nachschubs im Inntal stationiert worden. Möglicherweise war ihr Präfekt auch für die Verwaltung der Lagerhäuser in Veldidena verantwortlich. |

## Vicus
Ist die von Anton Höck geschätzte Anzahl der hier stationierten Soldaten zutreffend, muss im Nahbereich des Kastells auch ein dementsprechend großes Lagerdorf existiert haben. Nachgewiesen konnte es bisher allerdings nicht. Anton Höck vermutet es auf dem Areal des heutigen Zirl-Kirchfeld, da der Ort seine Namenstradition seit dem Frühmittelalter bruchlos weitergeführt hat.

## Heizungsanlage
Im Nordosten des Martinsbühels wurden der Rest einer verstürzten Mauer und eine mehrperiodige Kanalheizung (Feuerungskammern) eines antiken Gebäudes angetroffen. Insgesamt konnten drei Bauphasen voneinander unterschieden werden. Von Phase I (330/335 bis 348/350) haben sich ein Praefurnium (Praefurnium III) und durch Feuer beschädigte Reste der Kanalabmauerung erhalten. Das Praefurnium war Nord-Süd ausgerichtet, den Heizkanal befeuerte man von einer Öffnung im Norden aus. In Phase II (348/350 bis 364/378) wurde das Praefurnium (Praefurnium II) – um 90 Grad gedreht – wieder neu aufgebaut und nach West-Ost ausgerichtet. Die Befeuerung des Heizkanals erfolgte vom Westen aus. Der Hauptheizkanal lief im rechten Winkel auf den Hauptheizkanal der Phase III zu. Die Sohle (Mörtelbett mit hohem Sandanteil) des Kanals wurde zweimal erhöht. Die letzte Umbauphase ist am Praefurnium I abzulesen. Es lag – leicht verschoben – direkt über dem Praefurnium III. Die Heizungsanlage war erneut um 90 Grad gedreht worden und nun wieder Nord-Süd ausgerichtet. Der y-förmige Heizkanal wurde aus dem Norden befeuert. Als Feuerungsunterlage hatte man einen Dachziegel mit abgeschlagenen Leisten verwendet. Da keine weiteren Mauerreste mehr entdeckt werden konnten, nimmt man an, dass die Praefurnien zusätzlich durch ein Schutzdach aus Holz überdeckt wurden (Nachweis von Pfostenlöchern).
Neben spätrömischen Münzen (334–378) konnten aus den Praefurnien I–III auch Tierknochen und diverses Glasgeschirr aus dem 4. und 5. Jahrhundert geborgen werden.

## Kuppelofen
Im Areal zwischen dem Kanal und einer neuzeitlichen Steingrube wurde Mitte der 1990er Jahre auch ein spätantiker Kuppelofen entdeckt. Sein Unterbau war quadratisch und von seinen Erbauern direkt in den Lehmuntergrund gesetzt worden. Der Lehmputz war durch die Befeuerung mit einer verziegelten Schicht überzogen. Nach Münzfunden zu schließen, stand der Ofen im 4. oder 5. Jahrhundert in Verwendung.

## Frühchristliche Kirche
Unter der heutigen St.-Martins-Kapelle konnten die Reste einer 13,85 m × 8,35 m großen, Basilika aus dem 5. oder 6. Jahrhundert ausgegraben werden. Sie war nach Osten orientiert, wurde als Saalkirche unter Einbeziehung eines antiken Vorgängerbaus errichtet und bedeckte eine Fläche von 200 m². Abgeschlossen wurde sie durch eine an der Außenseite rechteckig ausgeführte, im Innenbereich jedoch halbrunde Apsis. Die rechteckige Ummantelung könnte auch aus späterer Zeit stammen. Vor den Resten einer Priesterbank (cathedra) fand sich ein Reliquienschrein. Der Altarbereich war ursprünglich durch eine Holzschranke vom übrigen Kirchenraum abgetrennt. Das Gebäude fiel einer Brandkatastrophe zum Opfer. Die ursprüngliche Annahme, dass es sich bei diesen Bau in Wirklichkeit um eine Art Empfangs- oder Audienzhalle gehandelt hat, ist umstritten.

## Gräberfelder
Im Hof vor der Martinskirche stieß man bei Baggerarbeiten auf 14 Körpergräber. Sie orientierten sich von West nach Ost und befanden sich 0,3 m bis 0,9 m unter dem Asphalt des Hofes. Das Inventar aus acht Gräbern wurde teilweise geborgen. Nach der Radiokarbonanalyse des Knochenmaterials zu schließen, dürften die Gräber im hohen Mittelalter angelegt worden sein (970–1020). Es handelt sich wahrscheinlich um die Nachkommen jener Romanen die auch nach Abzug des römischen Militärs an ihrem Wohnsitz festhielten. Einige Gräber ohne Beigaben wurden schon im 19. Jahrhundert von Osmund Menghin bei der Hypokaustenanlage beobachtet. Vermutlich gehörten sie zum selben Gräberfeld.
Die sogenannte NO-Senke befindet sich nördlich des Kastellhügels und wird von der Martinswand durch die Trasse der heutigen Bundesstraße getrennt. Am Ostende des Hügels stieß man 1917 und nach dem Zweiten Weltkrieg ebenfalls auf antike Körperbestattungen. Bei Kultivierungsarbeiten in der NO-Senke stieß man auf weitere fünf Gräber. Drei von ihnen konnten noch in situ erfasst werden. Grab 3 und 4 war ostwestlich orientiert, Grab 5 hingegen von West nach Ost. Die meisten der Gräber waren durch Hochwasserereignisse in ihrer Lage verändert worden. Die Grabgruben waren rechteckig und hatten abgerundete Ecken. Die Gräber 4 und 5 waren zusätzlich mit Kalksteinen eingefasst worden. Das Gräberfeld gehörte wohl mit ziemlicher Sicherheit zum Kastell, da sich unter den Grabbeigaben (Glasgefäßfragmente, Frauenschmuck, Münzen) auch eine eiserne Gürtelschnalle elb- bzw. ostgermanischer Provenienz befand, wie sie von germanischen Söldnern getragen wurden. Den Beigaben nach zu schließen, wurden die Gräber im 4. und 5. Jahrhundert angelegt.

## Denkmalschutz
Die Anlagen sind Bodendenkmäler im Sinne des Österreichischen Denkmalschutzgesetzes. Nachforschungen und gezieltes Sammeln von Funden ohne Genehmigung des Bundesdenkmalamtes stellen eine strafbare Handlung dar. Zufällige Funde archäologischer Objekte sowie alle in den Boden eingreifenden Maßnahmen sind dem Bundesdenkmalamt (Abteilung für Bodendenkmale) zu melden.